# KVEA
KVEA é uma emissora de televisão americana com sede em Los Angeles, Califórnia. É afiliada à rede Telemundo e opera nos canais 52 UHF analógico e 39 UHF digital.